# L'Épouse du Soleil
L'Épouse du Soleil est un roman de Gaston Leroux, paru sous forme de feuilleton en 1912 puis de livre en 1913.

## Historique
Le roman paraît d'abord sous une forme feuilletonesque dans le magazine littéraire mensuel Je sais tout, à partir du no 86 daté du 15 mars 1912 jusqu'au no 91 daté du 15 août 1912.
Le roman paraît l'année suivante, en 1913, aux éditions Pierre Lafitte.

## Résumé

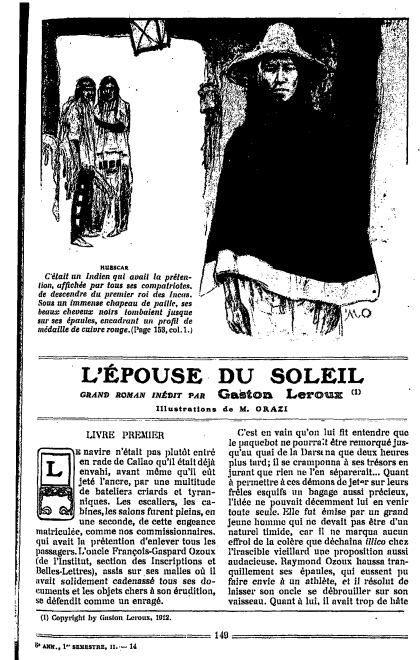
Première page du feuilleton L'Épouse du Soleil de Gaston Leroux paru dans le journal Je sais tout daté du 15 mars 1912.

Raymond Ozoux est un jeune ingénieur qui, accompagné de son oncle François-Gaspard Ozoux (« de l’Institut, section des Inscriptions et Belles-Lettres »), débarque au port de Callao au Pérou pour y retrouver sa fiancée Marie-Thérèse. Or il se trouve que les Indiens préparent une grande fête durant laquelle une vierge serait sacrifiée au Soleil, emmurée vivante dans un temple secret. Dans le même temps, un mystérieux bracelet inca est envoyé à Marie-Thérèse et serait le cadeau du Soleil à sa future épouse… Mais la jeune fille est enlevée prenant ce présent alors qu'elle ne le prenait que pour une plaisanterie. Raymond, le père de Marie-Thérèse et l'oncle Gaspard se lancent à la recherche de la jeune femme à travers le Pérou tandis qu'une révolution secoue le pays…

## Le roman dans la culture
Le roman inspire très fortement le dessinateur de bande dessinée Hergé pour écrire le scénario de l'histoire du Temple du Soleil pré-publié dans le journal de Tintin en 1946.
En effet, il puise de nombreux éléments chez Gaston Leroux, dont le principal est la trame de son récit. Un proche du héros se fait enlever par des hommes, qui sont des descendants des Incas. Ceux-ci vivent dans une cité perdue, où ils perpétuent leur culture en secret avec les leurs, des siècles après leurs sanglantes défaites par les Conquistadores. Ce lieu évoque la mythique cité de Vilcabamba, dernière cité à résister aux envahisseurs européens. Le mythe de la cité inca, encore habitée ou non, mais inconnue du reste du monde, a beaucoup marqué l'imaginaire occidental, comme le prouvent ces deux chefs-d’œuvre.